# Edgard Darimont
Edgard Darimont (1909 – 1980) is een kunstenaar uit Hasselt die bekendheid verwierf met zijn affiches, publiciteitstekeningen en logo’s, raamschilderingen en bedrijfswagens. Beroemd werd zijn werk in art-deco-stijl voor de Zoo van Antwerpen. 

## Biografie
Darimont studeerde aan de academie van Hamburg. Na zijn studies vestigde hij zijn atelier aan de Oude Kuringerbaan in Hasselt.

## Werk
Hij is vooral bekend door zijn werk voor de Zoo van Antwerpen. Daarnaast maakte Darimont ook publiciteitstekeningen voor de Hasseltse cinema’s en voor jeneverstokers zoals Neefs, de Beukelaar, Feyen en Looienga, hij was de thuisschilder van stokerij Jos Notermans vaarvoor hij de drinkende Musketier (gedeponeerd beeldmerk 27/10/1927) in een kleurenlithografie voor herdruk maakte bij de steendrukker Ernest Roose te Hasselt. De Musketier schilderde Edgard ook op de zijgevel van het bedrijf (+- 40m2).  
Darimont ontwierp een logo voor de papierhandel en drukkerij van Camille Dirix (Firma C.Dirix-Werck), met de naam Scandinavia (dep. 1947). Het logo kreeg de vorm van een vikingschip en werd tot na de splitsing van drukkerij en papierhandel gebruikt (1973).
Voor particulieren maakte hij enkele zeer aantrekkelijke en gedetailleerde gouaches.
Samen met Jos Michielssen (medewerker van drukkerij Fr. de Smet) was Darimont verantwoordelijk voor de tussenoorlogse reclamebiljetten van de Antwerpse Zoo.

### Affiches
- Stad Hasselt / Kunst voor het Volk ten bate van Winterhulp / Kunst Week (1941)
- Visitez le / Bezoekt de / Zoo / d'Anvers / van Antwerpen / et son / en zijn / Aquarium (1935)
- Kasteel Couwelaer / 3de Tentoonstelling / van Kunst, Handel en Nijverheid / Ingericht door den Christen Middenstand, Deurne-N. (1932)
- Kasteel Couwelaer / 1ste Tentoonstelling van Toeristiek / 1re Exposition de Tourisme (1932)